# Opistognathus brasiliensis
Opistognathus brasiliensis är en fiskart som beskrevs av Smith-vaniz, 1997. Opistognathus brasiliensis ingår i släktet Opistognathus och familjen Opistognathidae. Inga underarter finns listade i Catalogue of Life.